# László Pusztai
László Pusztai (Szentes, 1º marzo 1946 – Polgárdi, 6 luglio 1987) è stato un calciatore ungherese, di ruolo attaccante.

## Carriera
Con la nazionale ungherese prese parte ai Mondiali 1978.

## Palmarès

### Club

#### Competizioni nazionali
- Campionato ungherese: 1

Ferencvaros: 1975-1976
- Coppa d'Ungheria: 2

Ferencvaros: 1975-1976, 1977-1978